# Chiesa di San Siro (Torrile)
La chiesa di San Siro è un luogo di culto cattolico dalle forme romaniche e neoclassiche, situato in strada alla Chiesa di San Siro a San Siro, frazione di Torrile, in provincia e diocesi di Parma; è sussidiaria della parrocchiale dei Santi Andrea e Siro di Sant'Andrea e fa parte della zona pastorale della Bassa.

## Storia
Il luogo di culto fu eretto in epoca medievale; la più antica testimonianza della sua esistenza risale al 1230, quando la Capelle S. Syri fu citata nel Capitulum seu Rotulus Decimarum della diocesi di Parma tra le dipendenze della pieve di Castelnovo.
L'Ecclesia S. Syri de Petra Baldana fu nominata in un documento del 1299.
Nel 1564 la chiesa fu elevata a sede parrocchiale autonoma.
La torre campanaria romanica fu sopraelevata nel corso del XVIII secolo.
In seguito l'edificio fu modificato a più riprese, l'ultima delle quali intorno al 1905, quando furono ricostruite le cappelle laterali, ma non fu mai modificato nell'impianto strutturale originario medievale; nonostante gli argini, fu inoltre allagato in varie occasioni dalle acque del torrente Parma, che crea un'ansa circondando quasi completamente la chiesa e i pochi edifici adiacenti; intorno al 1965 il luogo di culto fu sottoposto a opere di restauro.
Il 13 ottobre 2014 una violenta piena del corso d'acqua invase il piccolo tempio, lasciando al suo interno alcuni metri di fango; ripulito e risistemato, l'edificio fu riaperto al culto due anni dopo.

## Descrizione

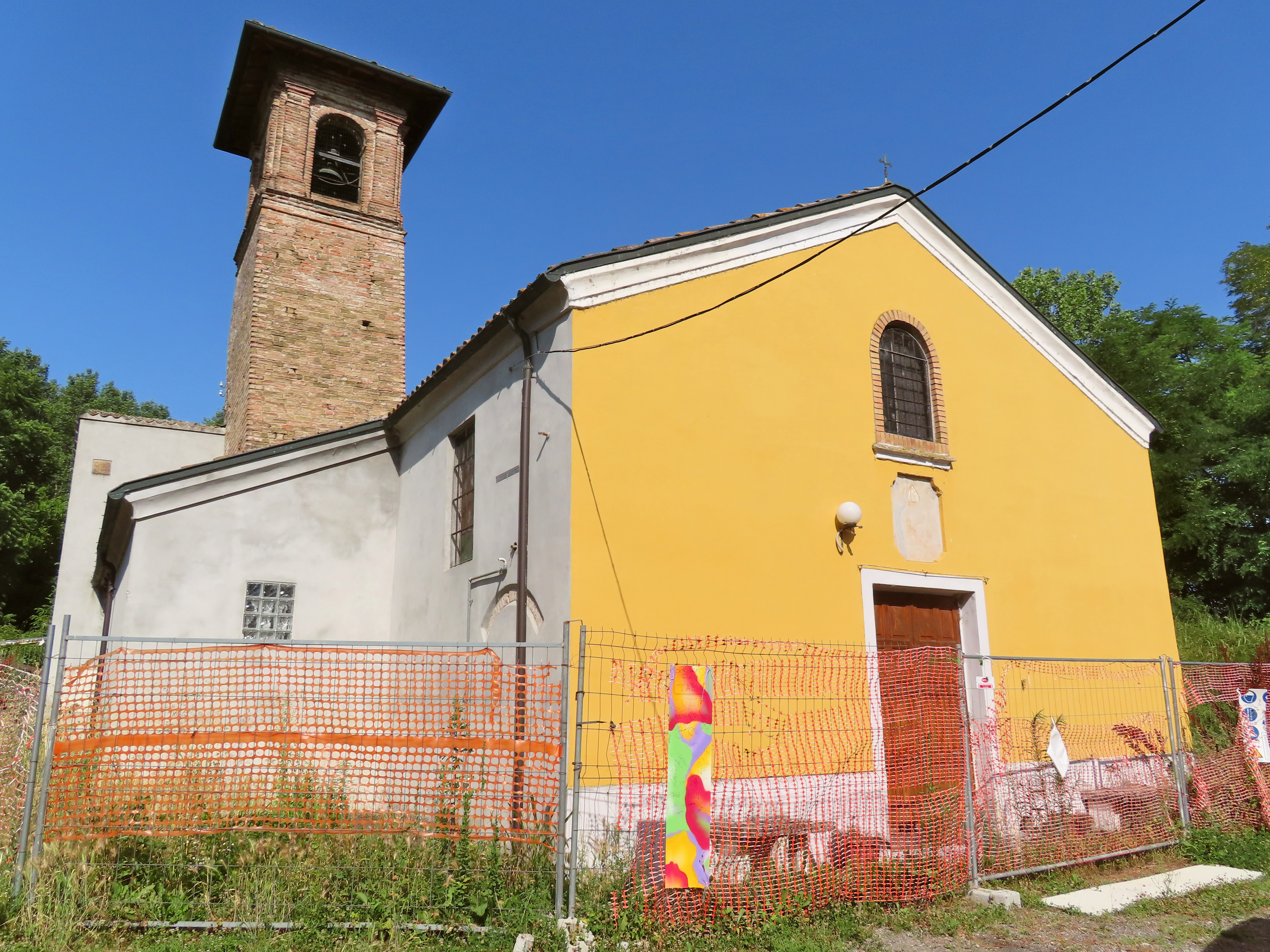
Facciata e lato nord

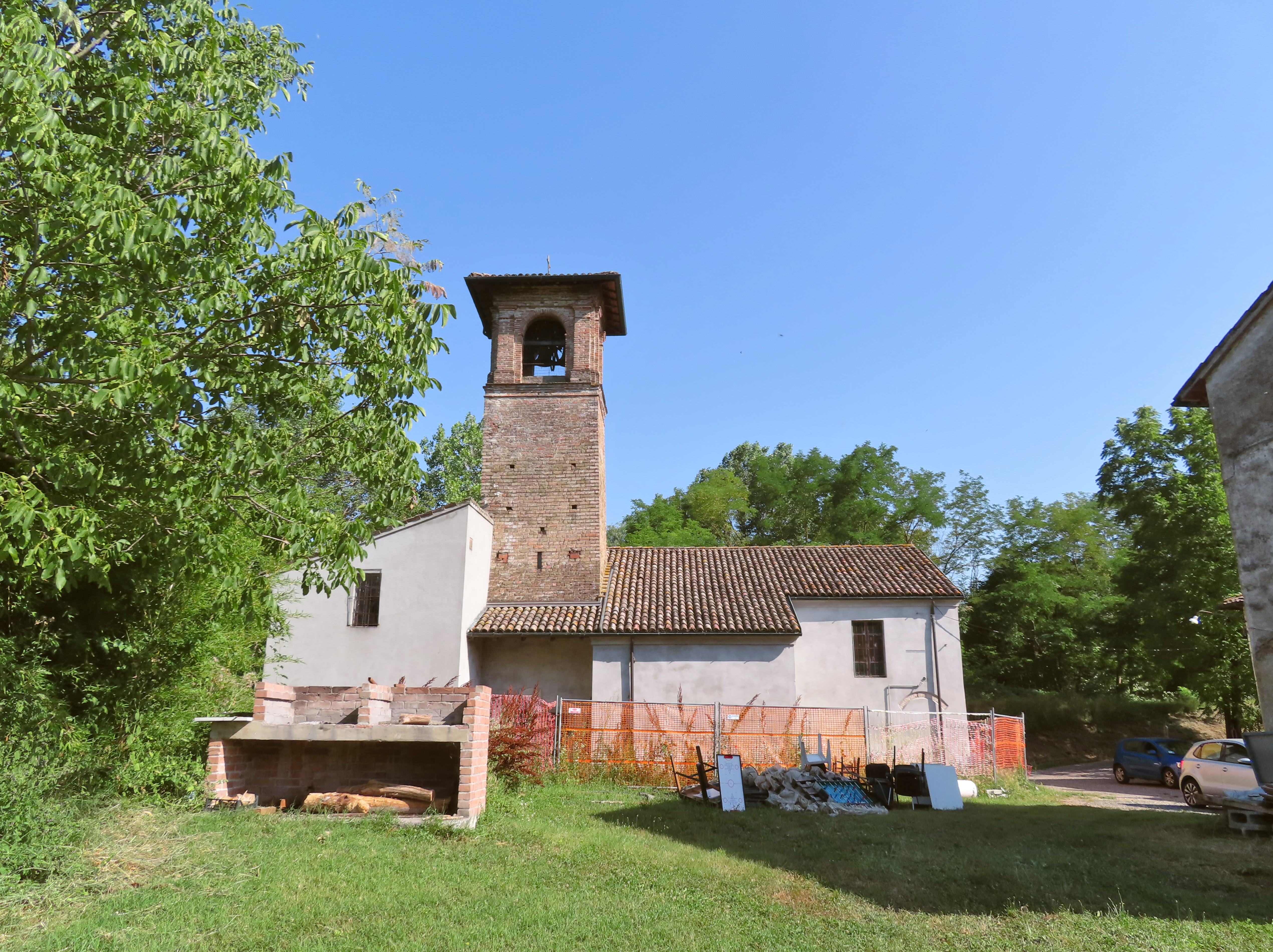
Lato nord

La chiesa si sviluppa su un impianto a navata unica affiancata da una cappella per lato, con ingresso a ovest e presbiterio a est.
La semplice e simmetrica facciata a capanna, interamente intonacata come il resto dell'edificio, presenta nel mezzo il portale d'ingresso, delimitato da una cornice e sormontato da una specchiatura con spigoli smussati, al cui interno è raffigurato ad affresco San Siro; più in alto si apre una monofora ad arco a tutto sesto, incorniciata in mattoni; lungo gli spioventi del tetto si allunga un cornicione modanato.
Dai fianchi aggettano i volumi delle cappelle; al termine del lato sinistro si erge su un alto basamento quattrocentesco il campanile in laterizio, la cui cella campanaria si affaccia sulle quattro fronti attraverso ampie aperture a tutto sesto, delimitate da lesene doriche.
All'interno la navata, coperta da una serie di capriate lignee, è affiancata dalle ampie arcate attraverso le quali si affacciano le cappelle laterali.
Il presbiterio, lievemente sopraelevato, accoglie l'altare maggiore marmoreo a mensa, aggiunto intorno al 1980; sul fondo, il coro, preceduto dall'arco trionfale a tutto sesto, è coperto da una volta a botte lunettata.
La chiesa conserva un affresco seicentesco raffigurante i Santi Giovanni Battista e Rocco, un dipinto rappresentante San Siro e alcuni antichi oggetti liturgici.